# Wilmar Ortigari
Wilmar Ortigari (Curitibanos, 7 de agosto de 1917 – 7 de junho de 2005) foi um político brasileiro.

## Vida
Filho de Fioravante Ortigari e de Antônia Tissian Ortigari.

## Carreira
Foi prefeito municipal de Curitibanos.
Foi deputado à Assembleia Legislativa de Santa Catarina na 7ª legislatura (1971 — 1975) e na 8ª legislatura (1975 — 1979), eleito pela Aliança Renovadora Nacional (ARENA).